# Сирник Марко
Марко Сирник (нар. 22 жовтня 1962) — український громадський діяч у Польщі. Член Головної управи Об'єднання українців у Польщі. Педагог, публіцист, головний редактор часопису «Рідна мова». Випускник школи № 4 в Легниці. Автор книжки «Ukraińcy w Polsce 1918—1939. Oświata i szkolnictwo» (1996).